# Mugen Motorsports
 (septembre 2024).
Si vous disposez d'ouvrages ou d'articles de référence ou si vous connaissez des sites web de qualité traitant du thème abordé ici, merci de compléter l'article en donnant les références utiles à sa vérifiabilité et en les liant à la section « Notes et références ».
Pour les articles homonymes, voir Mugen.
Mugen Motorsports est une entreprise japonaise spécialisée dans le sport automobile fondée en 1973 par Hirotoshi Honda (en).

## Étymologie
Mugen signifie « infini » (無限, mugen) en japonais.

## Historique

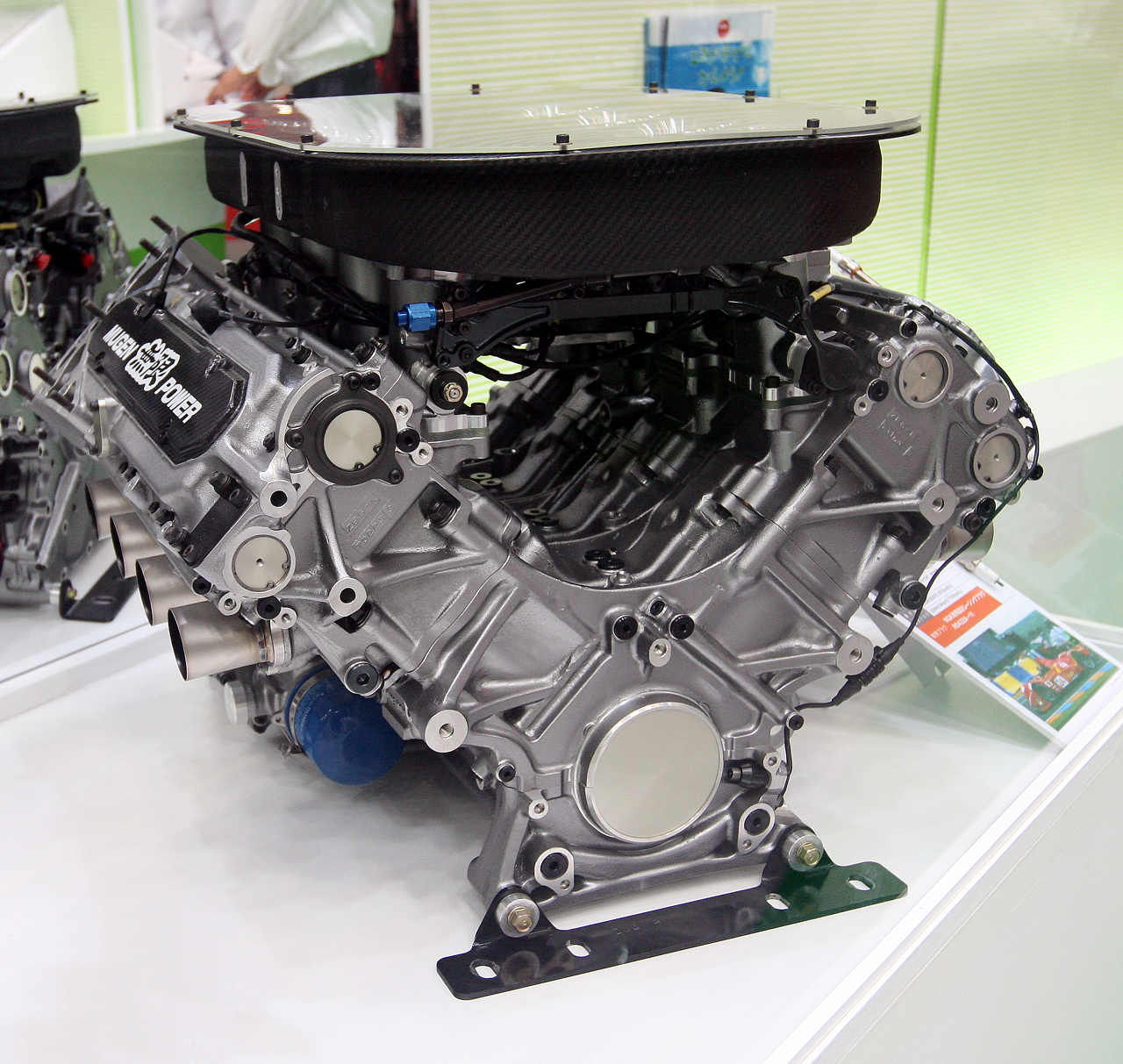
Moteur Mugen MF-408S (V8 à 90° de 3995 cm3) engagé aux 24 Heures du Mans 2008 par le Team Terramos

L'entreprise est créée en 1973.
Mugen s'est longtemps spécialisé dans la préparation des voitures Honda, qu'il s'agisse de modèles destinés à la commercialisation ou à l'engagement en compétition. Cette activité a trouvé son prolongement dans la mise sur pied de programmes sportifs autonomes. Mugen a ainsi notamment conçu des moteurs de F3000 et de Formule 3[réf. nécessaire].
Mugen s'est également impliqué en Formule 1 dès 1991. Alors que Honda se lançait dans la conception d'un moteur V12, Mugen préparait pour le compte de l'écurie Tyrrell les V10 Honda utilisés précédemment par McLaren, le moteur conservant l'appellation Honda. À partir de 1992, le moteur a été renommé Mugen-Honda pour équiper l'écurie Footwork. Si l'engagement originel de Mugen en Formule 1 consistait en une simple préparation de moteurs Honda, il a évolué peu à peu fin 1992 quand Honda s'est retiré officiellement de la F1[réf. nécessaire].
Mugen a alors conçu en interne de nouveaux moteurs, avec, il est vrai, l'assistance technique bienveillante de Honda. Après Arrows, Mugen a ainsi équipé avec succès les écuries Ligier (victoire d'Olivier Panis au Grand Prix de Monaco 1996), puis Prost Grand Prix et enfin Jordan (victoire de Damon Hill en 1998 et deux succès de Heinz-Harald Frentzen en 1999)[réf. nécessaire].
Mais le retour officiel de Honda en Formule 1 en 2000 a rendu inconfortable la position de Mugen. Après une année de cohabitation (Mugen équipait Jordan tandis que Honda motorisait BAR), Mugen s'est retiré pour laisser le champ libre à Honda, qui reprit le rôle de motoriste de Jordan[réf. nécessaire].
Malgré des remous internes (Hirotoshi Honda a été un temps inculpé puis incarcéré pour fraude fiscale), Mugen continue d'être très actif dans le sport automobile japonais et mondial, en préparant notamment les moteurs de différentes Honda Civic et Accord engagées en rallye et circuit[réf. nécessaire].

## Moteurs de Formule 1

### Mugen-Honda MF-351H
- Évolution du moteur conçu par Honda sous le nom Honda RA101E
- Moteur engagé en 1993
- 10 cylindres en V
- Cylindrée : 3 493 cm3
- Puissance : 710 ch (1992) et 720 ch (1993)
- Régime moteur : 13 500 tr/min (1992) et 13 200 tr/min (1993)
- Écurie équipée : Footwork Racing en 1992 et 1993

### Mugen-Honda MF-351HB
- Évolution du moteur conçu par Honda sous le nom Honda RA101E
- Moteur engagé en 1992 et 1993
- 10 cylindres en V
- Cylindrée : environ 3 500 cm3
- Écurie équipée : Footwork Racing en 1993

### Mugen-Honda MF-351HC
- Évolution du moteur conçu par Honda sous le nom Honda RA101E
- Moteur engagé en 1994
- 10 cylindres en V
- Cylindrée : environ 3 500 cm3
- Écurie équipée : Team Lotus en 1994

### Mugen-Honda MF-301H
- Moteur engagé en 1995
- 10 cylindres en V
- Cylindrée : 2 998 cm3
- Puissance : 600 ch
- Régime moteur : 14 000 tr/min
- Écurie équipée : Ligier en 1995

### Mugen-Honda MF-301HA
- Moteur engagé en 1996
- 10 cylindres en V
- Cylindrée : 2 998 cm3
- Écurie équipée : Ligier en 1996

### Mugen-Honda MF-301HB
- Moteur engagé en 1997
- 10 cylindres en V
- Cylindrée : 3 000 cm3
- Puissance : 710 ch
- Régime moteur : 13 900 tr/min
- Écurie équipée : Prost Grand Prix en 1997

### Mugen-Honda MF-301HC
- Moteur engagé en 1998
- 10 cylindres en V
- Cylindrée : 3 000 cm3
- Puissance : 690 ch
- Régime moteur : 13 800 tr/min
- Écurie équipée : Jordan Grand Prix en 1998

### Mugen-Honda MF-301HD
- Moteur engagé en 1999
- 10 cylindres en V
- Cylindrée : 2 999 cm3
- Puissance : 680 ch
- Régime moteur : 15 000 tr/min
- Écurie équipée : Jordan Grand Prix en 1999

### Mugen-Honda MF-301HE
- Moteur engagé en 2000
- 10 cylindres en V
- Cylindrée : 3 000 cm3
- Puissance : 770 ch

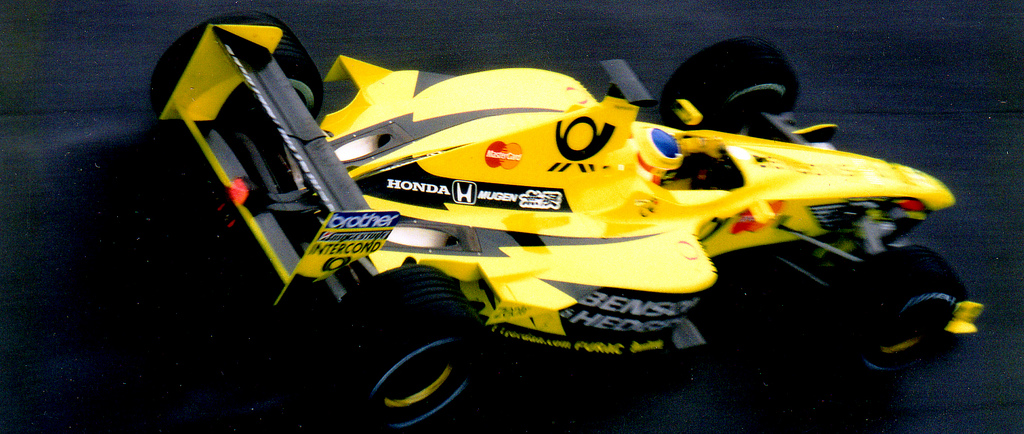
Jarno Trulli à bord de la Jordan EJ10B lors du Grand Prix d'Italie 2000

- Écurie équipée : Jordan Grand Prix en 2000